# 2579 Spartacus
A 2579 Spartacus (ideiglenes jelöléssel 1977 PA2) a Naprendszer kisbolygóövében található aszteroida. Nyikolaj Sztyepanovics Csernih fedezte fel 1977. augusztus 14-én.